# Lars Hall
Lars Hall (ur. 30 kwietnia 1927 w Karlskronie, zm. 26 kwietnia 1991 w Täby) – szwedzki pięcioboista nowoczesny. Wielokrotny medalista igrzysk olimpijskich.
W Helsinkach zwyciężył w konkurencji indywidualnej oraz zdobył srebro w drużynie. Cztery lata później w Melbourne obronił tytuł mistrza olimpijskiego. Dokonał tego jako jedyny pięcioboista w historii. Dwa razy był indywidualnym mistrzem świata (1950 i 1951), zwyciężał także w drużynie (1949, 1950, 1951 i 1953). W 1956 został uhonorowany nagrodą Svenska Dagbladets guldmedalj.

## Starty olimpijskie (medale)
Helsinki 1952
- indywidualnie – złoto
- drużynowo – srebro

Melbourne 1956
- indywidualnie – złoto